# John Steel
John Steel (Gateshead, 4 de fevereiro de 1941) é um músico inglês, primeiro baterista da banda The Animals, e o proprietário dos direitos do nome da banda, em virtude de um registro de marca.
Steel foi para a Gateshead Grammar School. Originalmente um tocador de Trompete, ele conheceu o futuro vocalista do The Animals, Eric Burdon, enquanto eles estudavam juntos no Newcastle College. Eles abandonaram o jazz e abraçaram a explosão do Rock´n´roll
Em março de 1959, Steel encontrou Alan Price em uma igreja em Byker, Newcastle, e com Hilton Valentine (guitarra) e Chas Chandler (baixo) formaram uma banda em 1960. The Alan Price Combo tinha adquirido uma reputação em Newcastle. Burdon se juntou em 1962, onde tocava numa banda chamada The Pagans, assim os The Animals nasceram.
Steel passou a tocar e gravar com eles até março de 1966. Suas últimas músicas com o grupo foi "Inside Looking Out".
Posteriormente Stell voltou a Newcastle e se tornou um empresário, enquanto continuava a trabalhar na gestão do ex-colega Chas Chandler. Ao longo dos anos, Steel se manteve ativo como um baterista e juntou-se a várias reuniões dos The Animais. Steel percorreu desde 1993 como baterista, com varias formaçoes dos The Animals, incluindo Hilton Valentine, Dave Rowberry, Zoot Money e Mick Gallagher.
Em 2008, um juiz concedeu a Steel a propriedade do nome "The Animals", na Inglaterra. Eric Burdon, líder do grupo, se opôs ao registro, argumentando que ele tinha dedicado sua vontade de usar o nome. O argumento de Burdon foi rejeitado.